# Уоррендер, Элис
Элис Уоррендер (англ. Alice Warrender, 1857 — 23 сентября 1947) — английский филантроп, учредившая в 1919 году одну из первых ежегодных литературных премий Великобритании — Готорнденскую премию.

## Биография
Элис Уоррендер родилась в Готорндене и была старшей из шести детей сэра Джорджа Уоррендера, шестого баронета (1825–1901) и Хелен Первес-Хьюм-Кэмпбелл. Её младшим братом был адмирал сэр Джордж Уоррендер, седьмой баронет. В 1919 году она учредила Готорнденскую премию за произведение художественной литературы, в том числе биографию, написанную английским писателем в возрасте до 41 года. Победители получили 100 фунтов стерлингов и серебряную медаль.
Элис Уоррендер была судьёй в комитете, присуждающем премию, до самой своей смерти. Она никогда не была замужем; похоронена в церкви Святого Мартина в Руислипе.